# Denham (Minnesota)
Denham és una població dels Estats Units a l'estat de Minnesota. Segons el cens del 2000 tenia 40 habitants.

## Demografia
Segons el cens del 2000, Denham tenia 40 habitants, 16 habitatges, i 11 famílies. La densitat de població era d'11,7 habitants per km².
Dels 16 habitatges en un 37,5% hi vivien nens de menys de 18 anys, en un 50% hi vivien parelles casades, en un 6,3% dones solteres, i en un 31,3% no eren unitats familiars. En el 31,3% dels habitatges hi vivien persones soles el 18,8% de les quals corresponia a persones de 65 anys o més que vivien soles. El nombre mitjà de persones vivint en cada habitatge era de 2,5 i el nombre mitjà de persones que vivien en cada família era de 3,09.
Per edats la població es repartia de la següent manera: un 35% tenia menys de 18 anys, un 5% entre 18 i 24, un 22,5% entre 25 i 44, un 25% de 45 a 60 i un 12,5% 65 anys o més.
L'edat mediana era de 40 anys. Per cada 100 dones de 18 o més anys hi havia 85,7 homes.
La renda mediana per habitatge era de 16.250 $ i la renda mediana per família de 40.625 $. Els homes tenien una renda mediana de 0 $ mentre que les dones 11.250 $. La renda per capita de la població era de 10.106 $. Entorn del 15,4% de les famílies i el 17,6% de la població estaven per davall del llindar de pobresa.

## Poblacions properes
El següent diagrama mostra les poblacions més properes.